# Бедекович, Коломан
Коломан Бедекович Коморски (хорв. Koloman Bedeković Komorski, венг. Kálmán Bedekovich; 13 октября 1818, Ялжабет, Королевство Хорватия, Габсбургская империя — 10 августа 1889, Хинтербрюль, Австро-Венгрия) — хорватский политический и государственный деятель. Сыграл большую роль в заключении венгерско-хорватского соглашения 1868 года, определившего положение Хорватии и Славонии в составе венгерского королевства как части дуалистической Австро-Венгерской монархии.

## Биография
Начал свою политическую деятельность в 1860 году, когда хорватский бан Йосип Шокчевич инициировал созвание хорватского сабора (парламента); в этой деятельности принял участие и К. Бедекович всеми силами поддерживал политику дружелюбных отношений к Венгрии, но, встретив сильную оппозицию, вместе со своими приверженцами покинул заседания сабора. Такая политика создала ему множество врагов среди хорватов, но популярность его была спасена тем, что после закрытия сабора и введения так называемых патентов Шмерлинга он вступил с ним в упорную борьбу.
Когда Председатель Совета министров Австрийской империи Рихард Белькреди в 1865 году снова созвал хорватский сабор, К. Бедекович, будучи лидером хорватской Юнионистская партия, появился в парламенте и принял участие в депутации, которая должна была точно определить политические отношения между Хорватией и Венгрией.
После этого он был назначен первым министром без портфеля Хорватии в составе венгерского королевства (1868—1871), затем ещё раз в 1876—1889 годах.
В 1871 году стал баном Королевства Хорватии, Далмации и Славонии (1871—1872).
Трижды срывал заседание сабора (парламента) с целью помешать провозглашению хорватской государственности, что привело в октябре 1871 года к вооружённому Раковицкому восстанию.
Когда партия юнионистов в парламенте проиграла, К. Бедекович отказался от банского сана и возвратился к работе министром (1876—1889).